# Ревзина, Юлия Евгеньевна
Юлия Евгеньевна Ревзина (род. 11 ноября 1966 года, Москва, РСФСР, СССР) — российский искусствовед, действительный член Российской академии художеств (2020).

## Биография
Родилась 11 ноября 1966 года в Москве, где живёт и работает.
В 1988 году окончила отделение истории искусства исторического факультета МГУ, в дальнейшем обучалась в Центре исследований архитектуры имени Андреа Палладио, Виченца (Италия), Центре образования Молодежи в области исторического наследия, Париж, (Франция).
В 1996 году защитила кандидатскую диссертацию, тема: «Архитектор итальянского Возрождения: его творческий метод».
С 2014 года — член Союза архитекторов России.
В 2019 году избрана членом-корреспондентом Российской академии художеств.
В 2020 году избрана академиком Российской академии художеств.
Профессор кафедры истории архитектуры и Храмового зодчества Московского архитектурного института, заведующая отделом монументального искусства и художественных проблем архитектуры, главный научный сотрудник НИИ истории и теории изобразительного искусства РАХ.

### Семья
- муж — российский историк, искусствовед Григорий Исаакович Ревзин (род. 1964).
- сын — Григорий Ревзин (1994)

## Научные труды
- «Инструментарий проекта: от Альберти до Скамоцци» (М., 1998);
- «Архитектура, война, география. История фортификации в Европе и России. XVI—XVIII века» (М., 2016);
- «История архитектуры итальянского Ренессанса» (М., 2021);
- «Прошлое и будущее классической традиции» (М., 2017, в соавторстве).

## Награды
- Золотая медаль РАН наук для молодых ученых (1999) — за исследование «Инструментарий проекта: от Альберти до Скамоцци»
- Золотая медаль РАХ (2017) — за монографию «Архитектура, война и география: Фортификация XVI—XVIII веков в Европе и России»
- Благодарность Императорского русского палестинского общества (2019)
- Золотой знак Союза архитекторов России (2017)